# FERT
FERT (іноді в три рази, FERT, FERT, FERT) — девіз королівського Савойського дому, Савойського герцогства та Італійського королівства. Як офіційний девіз Савойського дому був прийнятий королем Віктором-Амадеєм II (1666-1732). Після того, як Італія стала республікою у 1946 році, девіз перестав бути національним і залишився девізом Савойського королівського дому.

Малий герб Італійського королівства із девізом "FERT" на ланцюзі(1890).

Вперше девіз з'явився на ланцюзі Вищого ордену Святого Благовіщення (ордену Аннунціати) — первинного династичного ордену Савої у 1362 році, і був абревіатурою, котра розшифровувалась як «лат. Fortitudo ejus Rhodium tenuit» («Його сила врятувала Родос»). Походження девізу пов'язано із герцогом Амадеєм V, який в 1315 році зі своєю армією допоміг лицарям-госпітальєрам захистити острів Родос від військ Османського бейліку на чолі з Османом I. Згодом фраза стала акронімом, якому приписують наступні значення:
- лат. Foedere Et Religione Tenemur — «Ми тримаємось разом завдяки Договору та Релігії»
- лат. Fortitudo Eius Rempublicam Tenet — «Його сила захищає державу»
- лат. Fides Est Regni Tutela — «Вірність — захист королівства»
- лат. Fert — від слова третьої персони однини ferre, що дослівно означає "він терпить", що може бути посиланнями до мук Ісуса

Також є і жартівливі та насмішливі тлумачення:
- лат. Femina Erit Ruina Tua — «Жінка стане загибеллю для тебе»
- фр. Frappez, Entrez, Rompez Tout — «Постукати, увійти і все поламати» — французька насмішка пов'язана із політикою Віктора Еммануїла II

Девіз розміщувалось на гербі, монетах та гудзиках Савойського герцогства та Італійського королівства.

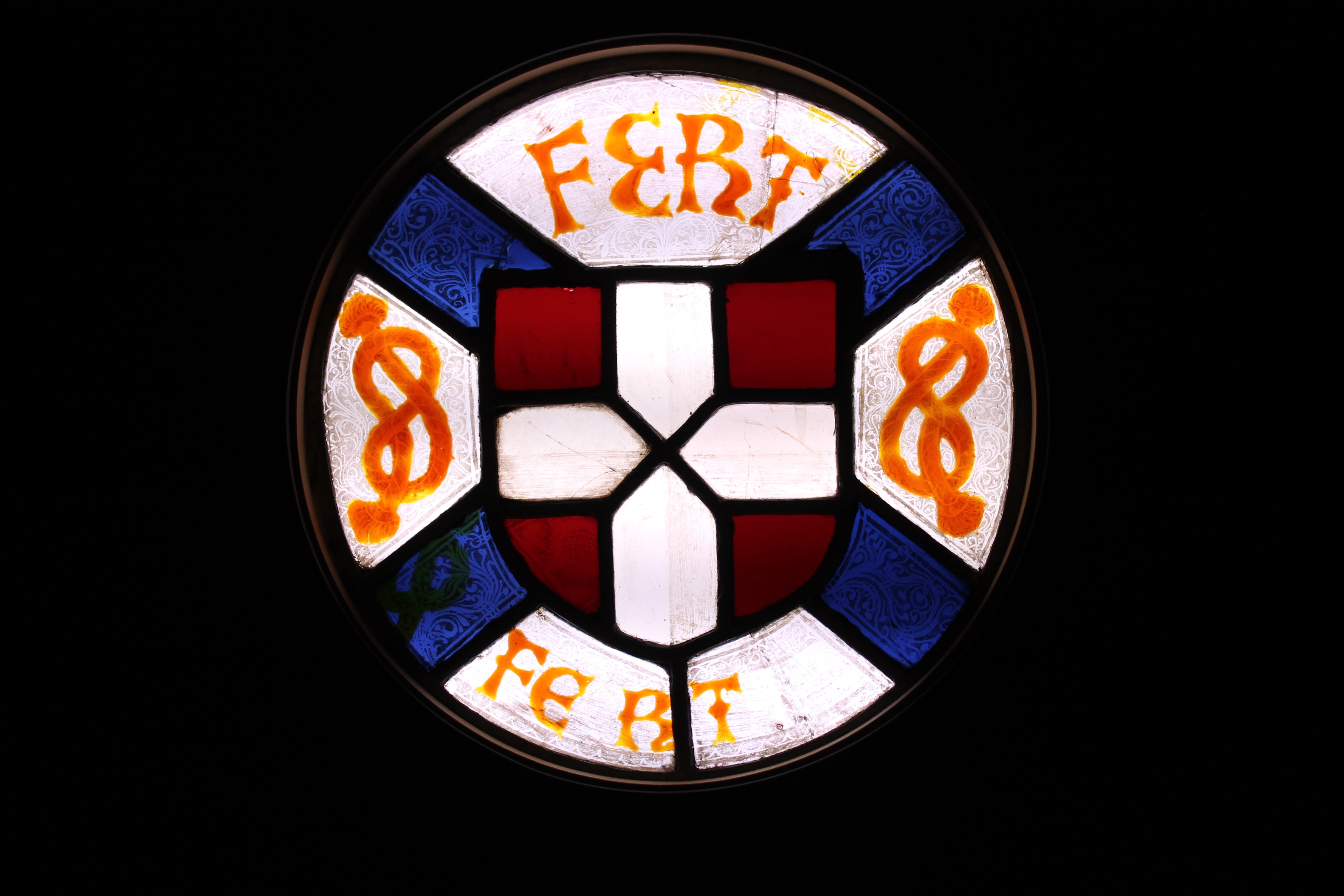
Вітраж з гербом Амадея VIII, герцога Савої
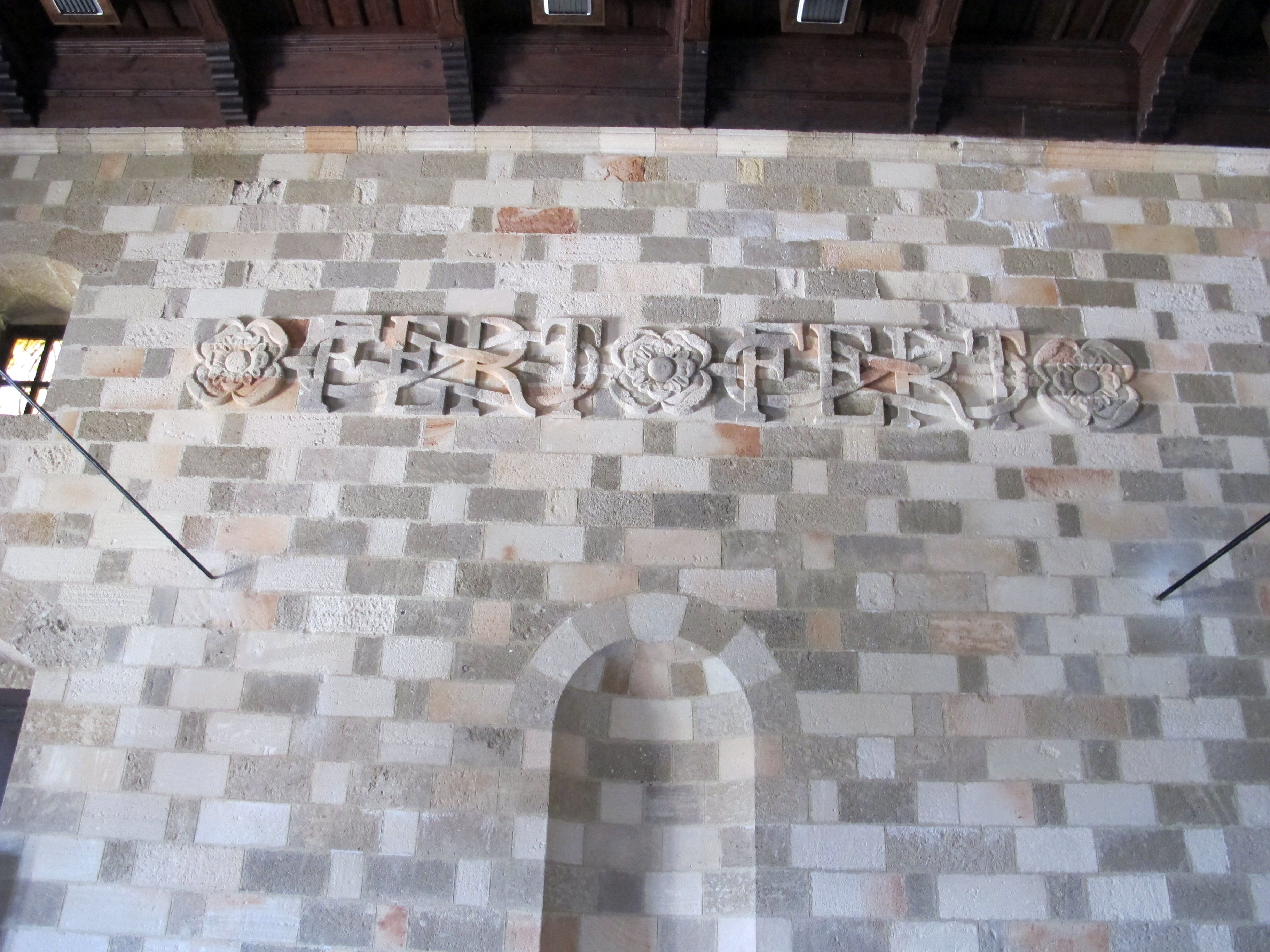
Девіз у головному у залі Родоського замку